# غلاندورف (أوهايو)
غلاندورف (بالإنجليزية: Glandorf, Ohio)‏ هي بلدة تقع في الولايات المتحدة في مقاطعة بتنام، أوهايو. يقدر عدد سكانها بـ 1,001 نسمة ومساحتها 4.20 كم2 وترتفع عن سطح البحر 222 متر.

## التركيبة السكانية
قام مكتب تعداد الولايات المتحدة بتحديد بيانات التركيبة السكانية لغلاندورف في تعداد الولايات المتحدة. في ما يلي، التركيبة السكانية حسب تعدادي 2000 و2010.

### تعداد عام 2000
بلغ عدد سكان غلاندورف 919 نسمة بحسب تعداد عام 2000، وبلغ عدد الأسر 286 أسرة وعدد العائلات 237 عائلة مقيمة في القرية. في حين سجلت الكثافة السكانية 599.4 نسمة لكل ميل مربع (231.4/كم2). وبلغ عدد الوحدات السكنية 297 وحدة بمتوسط كثافة قدره 193.7 نسمة لكل ميل مربع (74.8/كم2).
وتوزع التركيب العرقي للقرية بنسبة 98.59% من البيض و 0.11% من الأمريكيين ذوي الأصول الآسيوية و 0.87% من عرقين مختلطين أو أكثر.
بلغ عدد الأسر 286 أسرة كانت نسبة 43.7% منها لديها أطفال تحت سن الثامنة عشر تعيش معهم، وبلغت نسبة الأزواج القاطنين مع بعضهم البعض 74.8% من أصل المجموع الكلي للأسر، ونسبة 4.5% من الأسر كان لديها معيلات من الإناث دون وجود شريك، وكانت نسبة 16.8% من غير العائلات. تألفت نسبة 15.7% من أصل جميع الأسر من أفراد ونسبة 7.0% كانوا يعيش معهم شخص وحيد يبلغ من العمر 65 عاماً فما فوق. وبلغ متوسط حجم الأسرة المعيشية 3.29، أما متوسط حجم العائلات فبلغ 2.93.
بلغ العمر الوسطي للسكان 37 عاماً. وكانت نسبة 28.2% من القاطنين تحت سن الثامنة عشر، وكانت نسبة 5.3% بين الثامنة عشر والأربعة وعشرون عاماً، ونسبة 29.3% كانت واقعةً في الفئة العمرية ما بين الخامسة والعشرون حتى والأربعة وأربعون عاماً، ونسبة 17.8% كانت ما بين الخامسة والأربعون حتى الرابعة والستون، ونسبة 19.4% كانت ضمن فئة الخامسة والستون عاماً فما فوق. يوجد لكل 100 أنثى 93.5 ذكر، ويوجد لكل 100 أنثى في الثامنة عشر من عمرها فما فوق 88.0 ذكر.
بلغ متوسط دخل الأسرة في القرية 52,083 دولار، أما متوسط دخل العائلة فبلغ 56,528 دولار. وكان متوسط دخل الذكور 38,750 دولار مقابل 25,500 دولار للإناث. وسجل دخل الفرد الخاص بالقرية 19,055 دولار.

## معرض صور

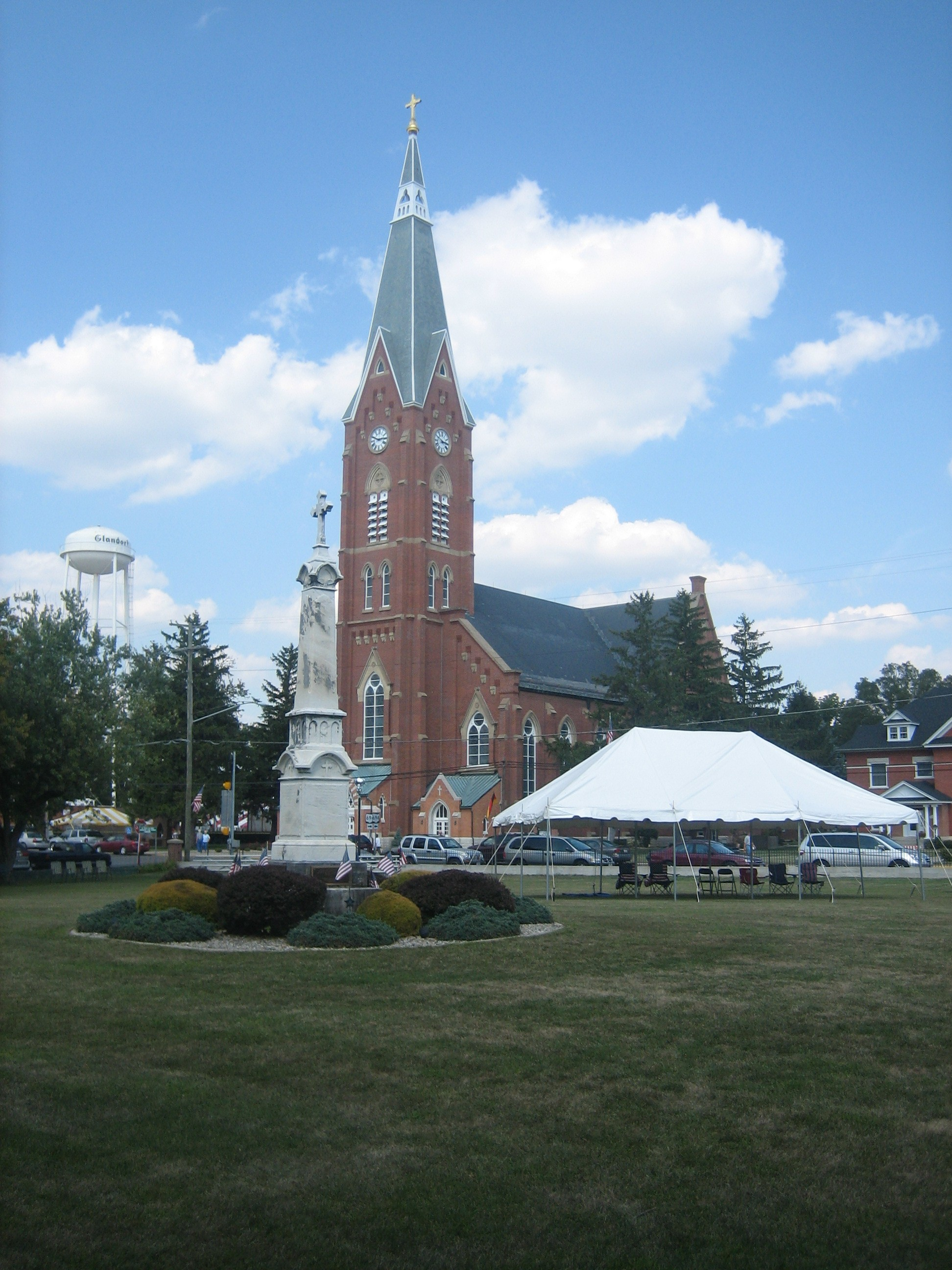
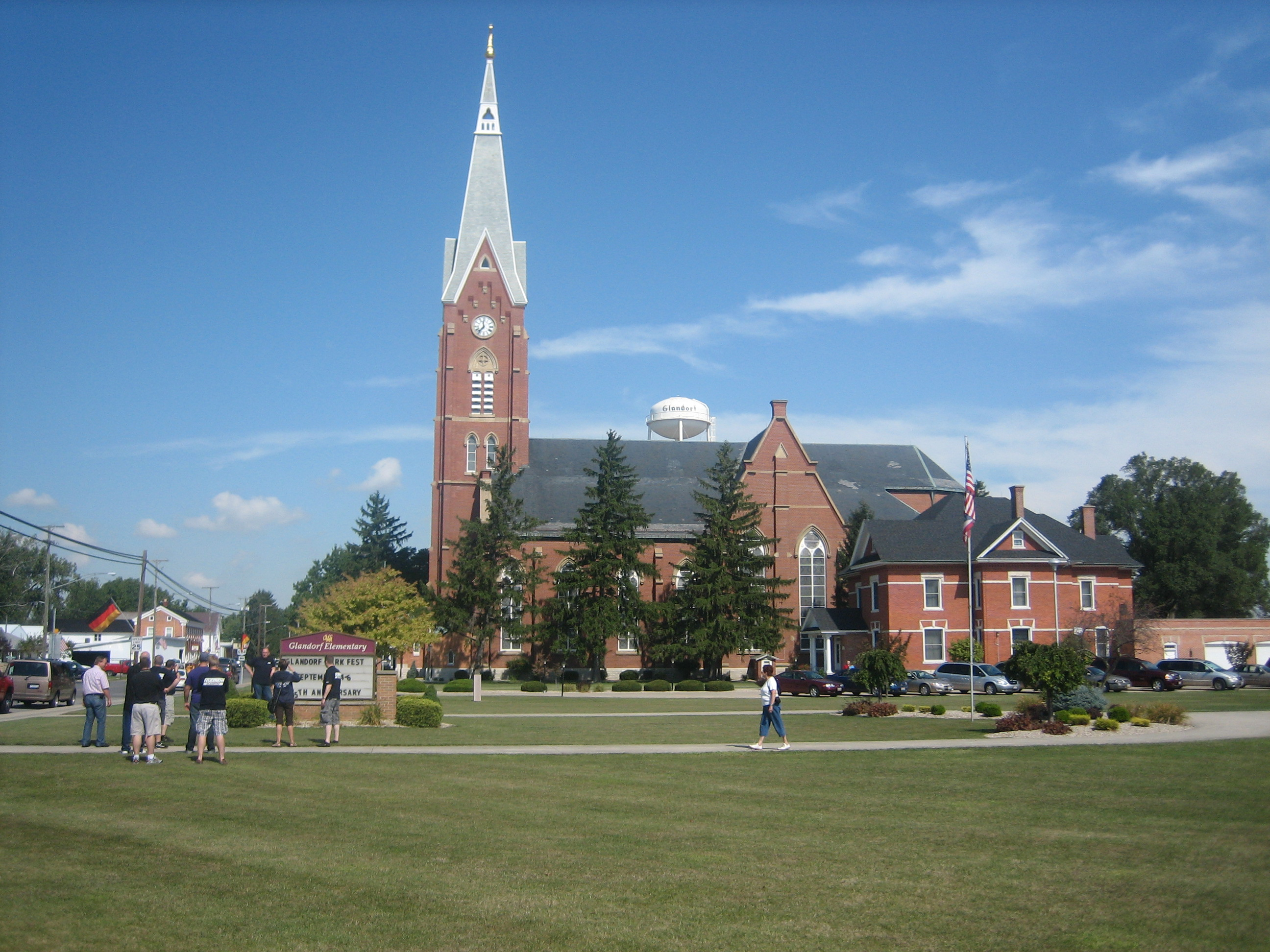
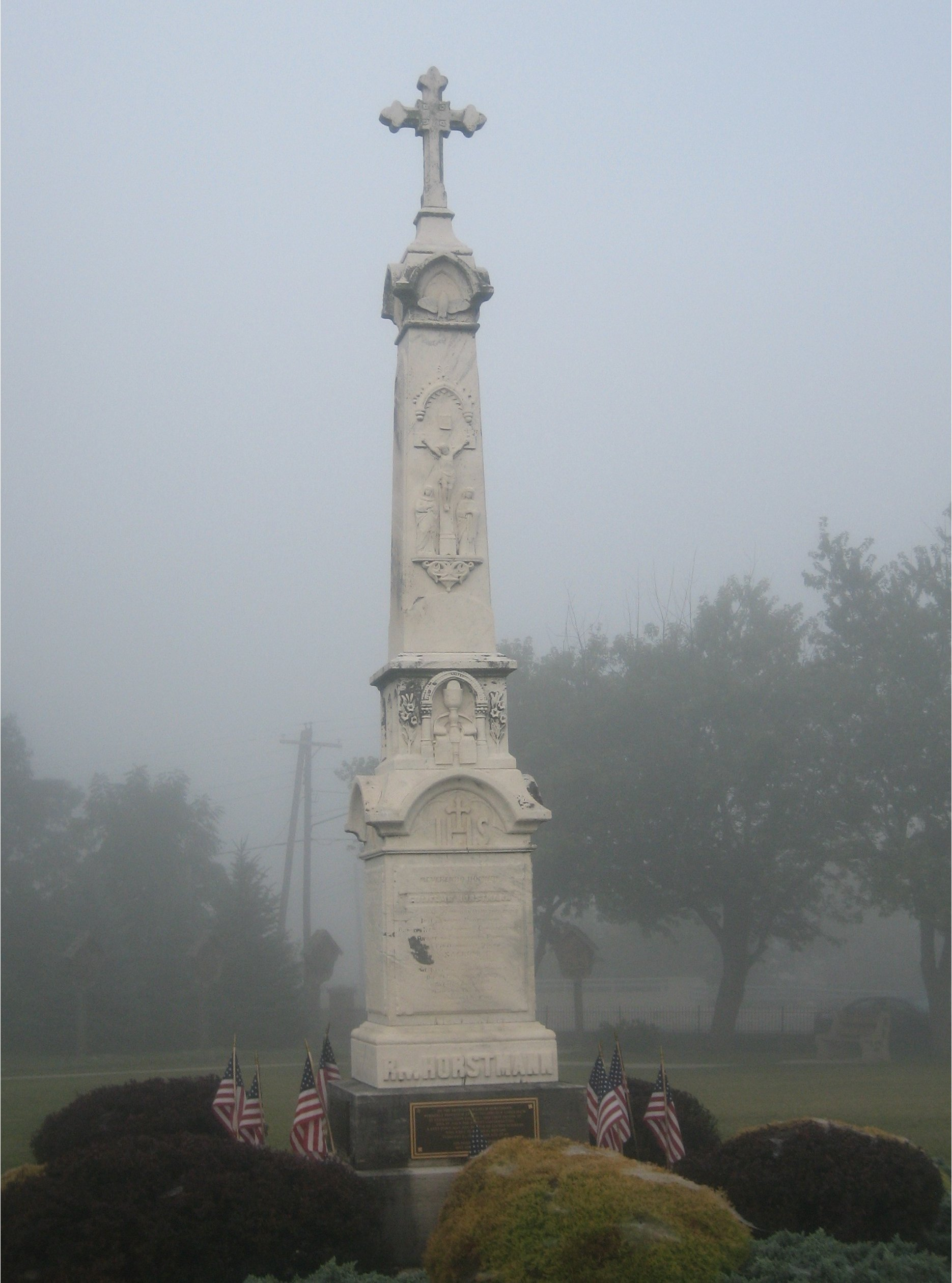
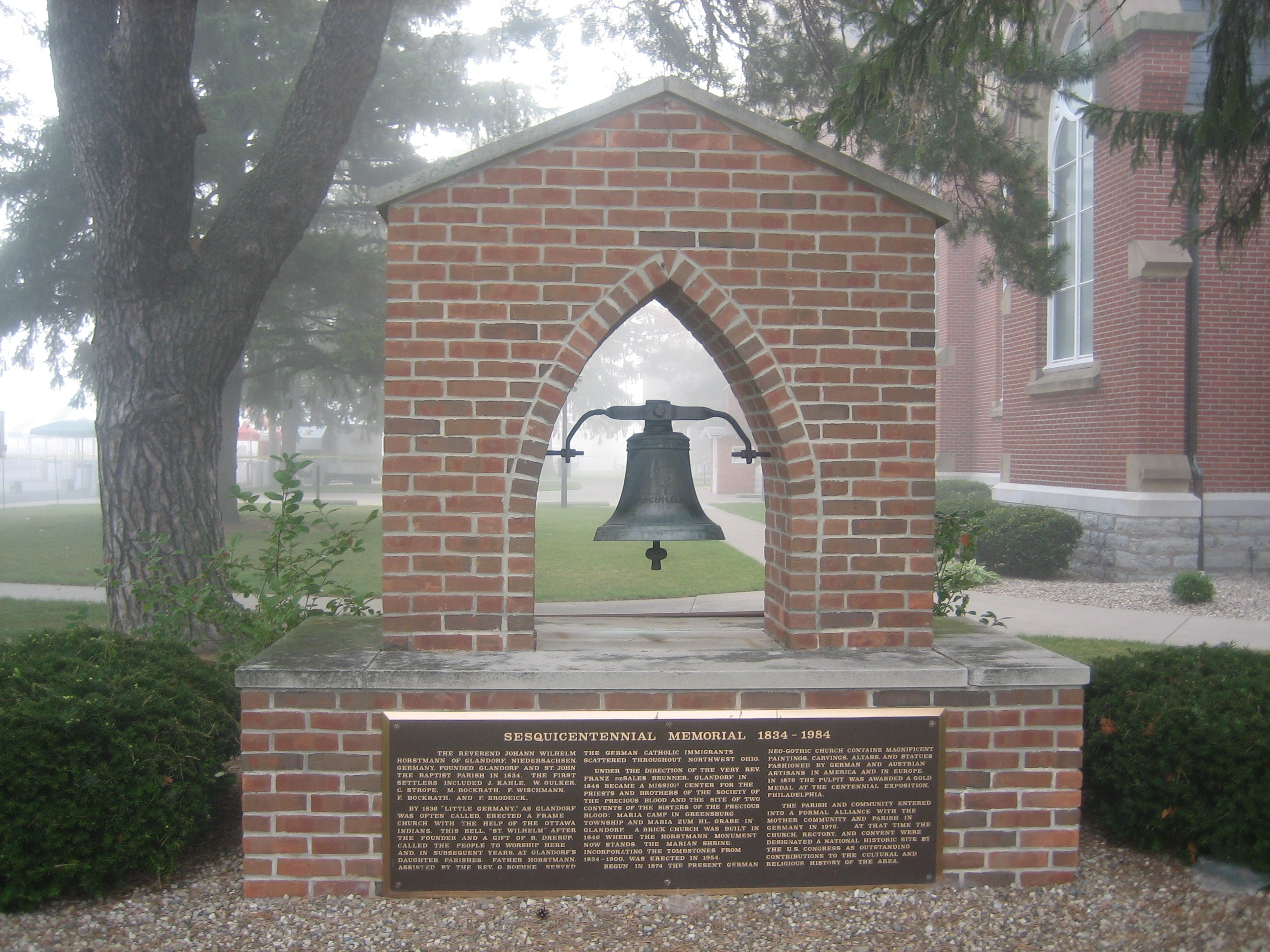

### تعداد عام 2010
بلغ عدد سكان غلاندورف 1,001 نسمة بحسب تعداد عام 2010، وبلغ عدد الأسر 340 أسرة وعدد العائلات 263 عائلة مقيمة في القرية. في حين سجلت الكثافة السكانية 617.9 نسمة لكل ميل مربع (238.6/كم2). وبلغ عدد الوحدات السكنية 351 وحدة بمتوسط كثافة قدره 216.7 لكل ميل مربع (83.7/كم2).
وتوزع التركيب العرقي للقرية بنسبة 98.3% من البيض و 0.8% من الأمريكيين ذوي الأصول الآسيوية و 0.8% من عرقين مختلطين أو أكثر.
بلغ عدد الأسر 340 أسرة كانت نسبة 40.6% منها لديها أطفال تحت سن الثامنة عشر تعيش معهم، وبلغت نسبة الأزواج القاطنين مع بعضهم البعض 70.3% من أصل المجموع الكلي للأسر، ونسبة 4.7% من الأسر كان لديها معيلات من الإناث دون وجود شريك، بينما كانت نسبة 2.4% من الأسر لديها معيلون من الذكور دون وجود شريكة وكانت نسبة 22.6% من غير العائلات. وبلغ متوسط حجم الأسرة المعيشية 3.30، أما متوسط حجم العائلات فبلغ 2.81.
بلغ العمر الوسطي للسكان 38.8 عاماً. وكانت نسبة 28.6% من القاطنين تحت سن الثامنة عشر، وكانت نسبة 5.9% بين الثامنة عشر والأربعة وعشرون عاماً، ونسبة 24.1% كانت واقعةً في الفئة العمرية ما بين الخامسة والعشرون حتى والأربعة وأربعون عاماً، ونسبة 25.6% كانت ما بين الخامسة والأربعون حتى الرابعة والستون، ونسبة 15.9% كانت ضمن فئة الخامسة والستون عاماً فما فوق. وتوزع التركيب الجنسي للسكان بنسبة 47.3% ذكور و52.7% إناث.